# 베를린 예술대학교

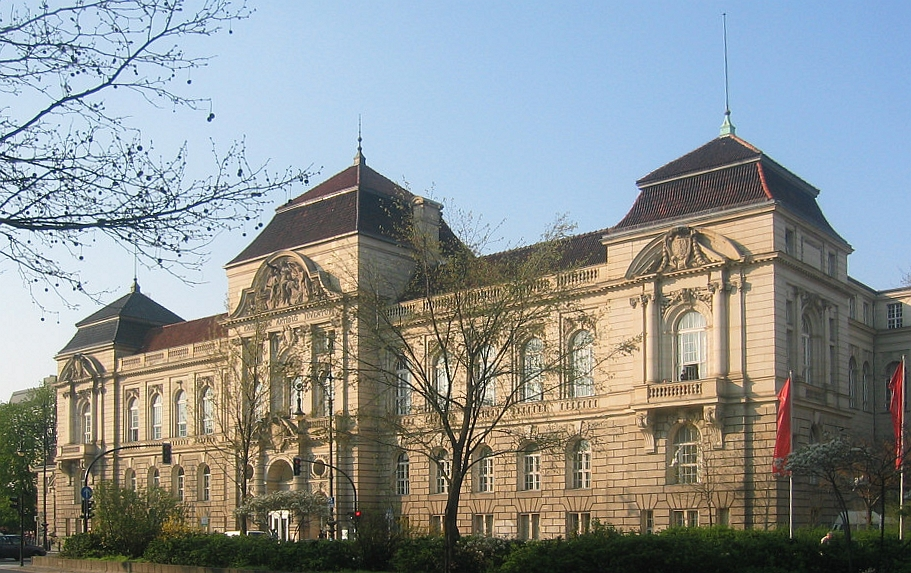

베를린 국립 예술대학교(Universität der Künste Berlin, UdK)는 독일 베를린에 위치한 세계적인 명성의 국립 예술대학교로서 유럽에서 가장 크고 역사가 깊은 예술대학이다. 한국에서는 줄여서 베를린예대, 베를린국립예술대 혹은 우데카(UdK)라고 부르기도 한다.

## 역사
1975년에 국립음악공연예술대학(Staatliche Hochschule für Musik und Darstellende Kunst)이 국립조형예술대학(Staatliche Hochschule für Bildende Künste)과 합쳐지면서 베를린 예술대학(Hochschule der Künste Berlin)으로 설립되었다. 학교의 가장 오래된 뿌리는 1696년에 설립된 베를린 예술원(Akademie der Künste)으로 거슬러 올라간다.
베를린 예술대학교의 전신격인 단체로는 이미 언급된 바 있는 베를린예술원이 있다. 이 예술원은 당시 선제후령으로 1696년에 설립된 화가, 조각가, 건축가를 위한 예술 아카데미였다(die kurfürstliche Academie der Mahler-, Bildhauer- und Architectur-Kunst).
그 이후, 1850년 슈테른 시립 음악원(Stern’sche Städtische Konservatorium für Musik), 1869년 요제프 요아힘 총장을 필두로 한 음악대학교(Akademische Hochschule für Musik), 1875년 조형예술대학(Hochschule für die bildenden Künste (HfbK)) 등이 설립된 바 있다.
1966년엔 시립음악원과 음악대학교가 국립음악공연예술대학으로 합쳐지고, 1975년에 더 나아가 이 학교는 국립조형예술대학과 합병되어 베를린 예술대학이 되었다(Hochschule der Künste Berlin (HdK)). 이로써 베를린 예술대학은 브레멘 예술대학, 에센의 폴크방대학과 함께 조형예술, 공연예술, 음악, 디자인을 모두 아우르는 독일의 예술대학으로서 어깨를 나란히 하게 되었다.
2001년 11월 1일을 기점으로 베를린 예술대학(HdK)은 지금의 칭호인 Universität der Künste(UdK)종합예술대학교를 획득하게 되었다. 이미 베를린 예술대학교가 Hochschule der Künste(HdK)란 이름으로 불리던 때에도 베를린의 유일한 예술교육기관으로써 박사학위 수여 권한을 가지고 있었고, 공식 예산 집행과 관련해선 브레멘과 에센의 예술대학과 동격으로 취급되고 있었다. 칭호 변경의 이유는 베를린 예술대학교가 제공할 수 있는 다양한 학문과 이러한 대학을 국제적으로 통용되는 이름인 Universität(=University)로 표현하고자 하는 대학 측의 의지가 반영된 것이라 볼 수 있다.

## 현재
이 대학은 세계에서 가장 크고 다양한 예술대학으로 잘 알려져 있다. 미술, 건축, 미디어 및 디자인, 고전 음악 및 공연 예술을 전문으로하는 4개의 대학이 있으며 약 3,500명 이상의 학생들이 재학중이다.

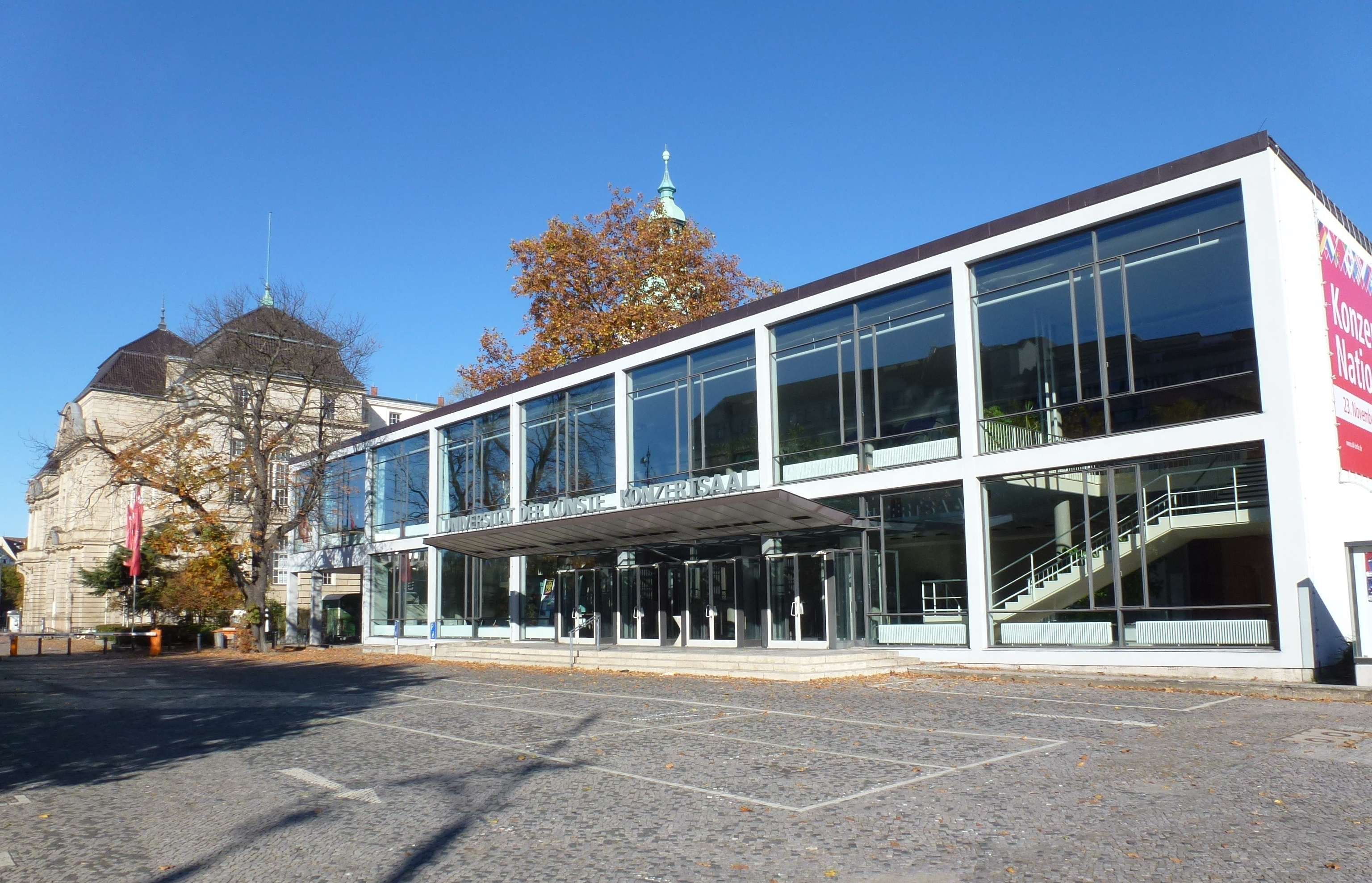
콘서트홀

## 역대 총장
- 1975–1977 Detlef M. Noack
- 1977–1991 Ulrich Roloff (seit 1985: Roloff-Momin)
- 1992–1996 Olaf Schwencke
- 1996–2005 Lothar Romain
- 2006~ Martin Rennert

## 캠퍼스
베를린 예술대학교는 샤를로텐부르크빌머스도르프구 지역에 약 15곳으로 나뉘어 있다. 본관은 베를린 동물원역 근처에 있는 Hardenbergstrasse 33에 위치해 있다.

## 평가
베를린 예술대학은 박사학위 및 박사후과정 자격을 포함한 대학 학위 전부를 수여 할 수 있는 독일에서 몇 안되는 예술대학 중 하나이며, 각 분야의 세계 최고 수준의 교수진들과 학생 및 졸업생들로 유명한 이 학교는 실기와 이론의 기준이 매우 높기로 유명하다.
베를린 예술대학교는 각 분야에서 전세계적으로 최고 수준으로 인정 받고 있으며, 전세계의 예술, 문화 혁신을 선두하는 베를린의 중심역할을 하고 있기에 입학시험의 지원자 숫자가 압도적으로 많아 경쟁이 매우 치열하다.

## 대표적 졸업생들
한국의 작곡가 윤이상이 졸업하고 교수로 재직했던 학교이기도 하다.
- Max Raabe artist

- Sebastian Bieniek, artist
- Jorinde Voigt, artist
- Norbert Bisky, painter
- Claudio Arrau, pianist
- Claudia Barainsky, soprano
- Antonio Piedade da Cruz, (1895–1982) Indian painter and sculptor
- Daniela Comani, painter
- SEO (artist), artist
- Caroline Fischer, pianist
- Eduard Franck
- Leopold Godowsky, pianist
- Günter Grass, sculptor, 1999 Nobel prize in Literature
- Burkhard Held, painter
- Philip A. Herfort, violinist, orchestra leader
- Arnulf Herrmann, composer
- Christian Leden, ethno-musicologist; composer
- 김유섭, 화가
- Otto Kinkeldey, (1878–1966), musicologist, academic music library pioneer
- Otto Klemperer, conductor
- Uwe Kröger, actor, singer
- Felicitas Kukuck, composer
- Moritz Moszkowski, pianist, composer
- Isabel Mundry, composer
- Adolfo Odnoposoff, cellist
- Rudolph Polk, violinist
- Enno Poppe, composer
- Gabriel and Maxim Shamir, (previously Scheftelovich), early 1930s, Graphic Artists
- Martina Schumacher, painter
- Kathrin Sonntag, artist
- Richard Aaker Trythall, pianist, composer
- Christa Frieda Vogel, photographer
- Ignatz Waghalter, composer, conductor
- Bruno Walter, conductor
- Kurt Weill, composer
- 윤이상, 작곡가
- Josephine Meckseper, artist

## 같이 보기
- 베를린 훔볼트 대학교
- 베를린 공과대학교
- 포츠담 대학교